# Louisa Paulin
Pour les articles homonymes, voir Paulin.
Louisa Paulin, née le 2 décembre 1888 à Réalmont, dans le Tarn, et morte le 23 avril 1944 dans la même commune, est une institutrice et poétesse d'expression française et occitane.

## Biographie

### Carrière dans l'enseignement
Née dans une famille paysanne de l'Albigeois où l'on parle l'occitan, Louisa apprend le français à l'école primaire. Elle est élève à l'école normale d'institutrices d'Albi en 1904. Elle  occupe, à partir de 1907, divers postes d'institutrice dans le Tarn, à Veilhes, Saint-Sernin-lès-Lavaur, Barre et Salvagnac, donne naissance à trois enfants, tous morts en bas âge. Elle divorce en 1912, est nommée professeure dans l'EPS d'Albi puis dans celui de Tulle, poste qu'elle occupe jusqu'à son retour dans le Tarn en 1930. 

### Poétesse
Dès 1928, elle commence à publier en français des contes et des essais régionalistes dans La Vie limousine. Peu après sa nomination à Albi, sa santé se détériore. Elle est atteinte de neuropathie amyloïde, maladie qui évolue lentement vers la cécité et la paralysie. Elle est contrainte de prendre une retraite anticipée en 1932 et s'installe dans son village natal. Suit une période d'intense activité littéraire bilingue, car elle décide alors d'étudier l'occitan (qu'elle parlait mais ne savait pas écrire) d'abord avec Andriu-Jacme Boussac, puis à l'Escola Occitana avec Prosper Estieu, Antonin Perbosc et l'abbé Joseph Salvat. Elle obtient deux prix de l'Académie des Jeux floraux et en 1937 le prix de poésie du Goéland (journal littéraire) grâce à un recueil intitulé Airs villageois. Au début des années 1940 paraîtront ses premiers poèmes en occitan : Sorgas, Montségur, Fresca, Violonaire d’inferm. Devenue presque aveugle, elle dicte ses poèmes et ses lettres aux amis qui viennent la voir (Quelqu’un, le dernier poème est dicté à Mme Campan). Elle entretient une correspondance régulière avec Pascale Olivier de 1938 à 1944. Les lettres de Pascale Olivier à Louisa Paulin sont sur le site de la Médiathèque Pierre-Amalric d'Albi.
Louisa Paulin a sans doute initié l'écriture tardive de Lucien Naves, paysan du Ségala, habitant Sainte-Gemme, qu'elle avait rencontré en 1940.

## Œuvres
- Fragments d'une symphonie d'automne en Albigeois, Bordeaux, Les Éditions de la renaissance provinciale, 1936
- Airs Villageois, préface de Théophile Briant, Paramé, Éditions du Goéland, 1938
- Loïza Paulin, Sorgas, Toulouse, Édouard Privat, 1940
- Loïza Paulin, La Ronda dels Mòrts, Albi, Bibliothèque de la Revue du Tarn, 1941
- Loïza Paulin, Fresca, Albi, Bibliothèque de la Revue du Tarn, 1942  — édition bilingue
- Variations, collection "Les Veillées Albigeoises", Lavaur, Imprimerie artistique, 1942
- Cour d'amour, dessins de A. Puel, Lavaur, Imprimerie artistique, 1943 lire en ligne sur Gallica
- Rythmes et cadences, introduction de Louis-Charles Bellet, Albi, Éditions du Languedoc, 1947
- Florilège poétique, présenté par Théophile Briant, choisis par Georges Bouquet et Pierre Menanteau, illustrations de Jean-Marie Granier, Blainville-sur-Mer, L'Amitié par le livre, 1956

### Éditions récentes
- Journal, Vent Terral, 1989  (ISBN 2 85927 059 0)
- Direm a la nòstra nena, Vent Terral, 1994 (ISBN 2 85927 040 0) édité erroné (BNF 35532859)  — édition bilingue [texte intégral sur Vive la culture numerique.org].
- Je voudrais bâtir une ville heureuse, Vent Terral, 1999  (ISBN 2 85927 052 3)  — édition bilingue
- L'Escalièr de veire, Vent Terral, 1994  (ISBN 2 85927 069 8)  — édition bilingue, avec la traduction en occitan par Jòrdi Blanc de L'Escalier de verre
- Correspondance Louisa Paulin - René Rouquier, Vent Terral, 1991  (ISBN 2 85927 060 4)
- Correspondance Louisa Paulin - Antonin Perbosc, Vent Terral, 2007  (ISBN 2 85927 091 4)
- Louisa Paulin, Journal 1930-1936 : Suivi de poèmes, prose et correspondances choisis, Montdragon, Éditions Poisson Lune, 2019, 296 p. (ISBN 978-2-9563793-0-0)

## Discographie
- La Talvera, Cançons del silenci, 1996  — 21 poèmes de Louisa Paulin mis en musique
- Hantaoma, La Ronda dels Mòrts, dans Malombra, Holy Records, 2005
- Un CD audio contenant six poèmes de Louisa Paulin, dits en occitan par Marie-Odile Dumeaux, sur une musique de François Dumeaux : Cançon noviala – La palomba – Cançoneta – Lo cant del gal – L’aucèl salvatge – Lo nis

## Postérité
Son nom est donné à plusieurs rues, à deux collèges : l'un à Muret et l'autre à Réalmont et à une école maternelle à Lézat-sur-Lèze et une école primaire à Saint-Sulpice la Pointe dans le Tarn.